# Sainte-Opportune-du-Bosc
Sainte-Opportune-du-Bosc är en kommun i departementet Eure i regionen Normandie i norra Frankrike. Kommunen ligger i kantonen Beaumont-le-Roger som tillhör arrondissementet Bernay. År 2022 hade Sainte-Opportune-du-Bosc 636 invånare.

## Befolkningsutveckling
Antalet invånare i kommunen Sainte-Opportune-du-Bosc
Referens:INSEE